# Bradford Dillman
Bradford Dillman (San Francisco, Kalifornia, 1930. április 14. – Santa Barbara, Kalifornia, 2018. január 16.) Golden Globe-díjas amerikai színész.

## Fontosabb filmjei

### Mozifilmek
- Szentély (Sanctuary) (1961)
- Assisi Szent Ferenc (Francis of Assisi) (1961)
- Buffalo Bill visszatér (The Plainsman) (1966)
- A remageni híd (The Bridge at Remagen) (1969)
- A majmok bolygója 3. – A menekülés (Escape from the Planet of the Apes) (1971)
- Ilyenek voltunk (The Way We Were) (1973)
- Eljő a jeges (The Iceman Cometh) (1973)
- Aranybánya (Gold) (1974)
- A lángelme (Mastermind) (1976)
- Az igazságosztó (The Enforcer) (1976)
- Rajzás (The Swarm) (1978)
- Szerelem és golyók (Love and Bullets) (1979)
- Az igazság útja (Sudden Impact) (1983)
- Magányos hősök (Heroes Stand Alone) (1989)

### Tv-filmek
- Az eltűnt járat rejtélye (The Disappearance of Flight 412) (1974)
- A nyomozó (The Heart of Justice) (1992)

### Tv-sorozatok
- Court Martial (1965–1966, 26 epizódban)
- Mission: Impossible (1968, 1972, két epizódban)
- Columbo (1972, egy epizódban)
- San Francisco utcáin (The Streets of San Francisco) (1975, egy epizódban)
- Charlie angyalai (Charlie's Angels) (1980, egy epizódban)
- King's Crossing (1982, tíz epizódban)
- Falcon Crest (1982–1983, tíz epizódban)
- Szerelemhajó (The Love Boat) (1983, egy epizódban)
- Dinasztia (Dynasty) (1984, két epizódban)
- Gyilkos sorok (Murder, She Wrote) (1985–1995, nyolc epizódban)